# Globe Life Field
El Globe Life Field es un recinto deportivo ubicado en Arlington, Texas, Estados Unidos. Alberga los partidos que disputan como locales los Texas Rangers de las Grandes Ligas de Béisbol (MLB) y tiene una capacidad para 40.300 espectadores.

## Historia
La inauguración del estadio estaba prevista para el 23 de marzo de 2020, pero debido a la pandemia de COVID-19 el inicio de la temporada 2020 de las Grandes Ligas de Béisbol se retrasó varios meses hasta el 24 de julio de 2020, cuando los Rangers juegan su primer partido de temporada regular contra los Colorado Rockies. 
Globe Life field fue escenario neutral de la Serie divisional de la Liga Nacional entre Los Angeles Dodgers y San Diego Padres (3 juegos) y además, fue escenario neutral de la Serie de Campeonato de la Liga Nacional entre Los Angeles Dodgers y Atlanta Braves (7 juegos). La Serie Mundial 2020 se realizó del 20 al 27 de octubre de 2020, como sitio neutral. Los Angeles Dodgers ganan la Serie Mundial en seis juegos sobre los Tampa Bay Rays.
En la última semana de mayo de 2020, Globe Life Field se usó como escenario de las ceremonias de graduación de las escuelas preparatorias públicas de la zona de Dallas-Fort Worth.
El estadio está ubicado a menos de una milla al este del AT&T Stadium y adyacente al complejo Texas Live!